# ケニーは救世主!?
『ケニーは救世主!?』（ケニーはきゅうせいしゅ!?、原題：Best Friends Forever、ベスト・フレンズ・フォーエバー）はアメリカのコメディ・セントラルのテレビアニメシリーズ『サウスパーク』の第129話（シーズン9第4話）である。2005年3月30日 に放送された。監督・脚本は共にトレイ・パーカー。日本語版タイトルは他に「機械じかけのケニー」がある。 
本作は、当時アメリカの世論を二分していたテリー・シアボ事件を題材とし、脳死と尊厳死がテーマとなっている。シアボが亡くなるわずか数時間前に放映され、同騒動を取り巻くメディアの熱狂を描写したことで批評家らから肯定的なレビューを受け、2005年度のエミー賞において受賞を果たした。それまでノミネートはあったが受賞は逃してきた『サウスパーク』にとっては初の快挙であった。

## プロット
ケニーは念願の新型PSP（PlayStation Portable）を手に入れ、授業中も就寝中も四六時中、「天国VS地獄（Heaven vs. Hell）」という戦略シミュレーションゲームにハマっていた。絶えずゲームを続けた結果、ステージはLv60に到達するが、その直後、同じくゲームをしていたよそ見運転中のトラックに撥ねられ死ぬ。
ケニーの霊魂は天国に導かれ、神々や天使たちは彼を救世主だと讃える。実は天国は今、黙示録の戦いとしてサタン率いる地獄の軍勢に攻め込まれようとしており、「天国VS地獄」の正体は、天国軍を指揮する卓越した能力を持つ者を探し出すためのものだという。こうして神々はケニーに指揮権を渡そうとしたところで、彼は天国から消えてしまい神たちは驚く。
実はケニーは完全には死んでおらず、現代医学の力によって一命を取り留めていた。しかし植物人間状態となっており、栄養チューブで生かされた状態であった。どんな形であれ、生きていることに喜ぶスタンやカイルであったが、カートマンは延命治療を中止し、尊厳死させるよう主張し始める。新型PSPが欲しいカートマンは、ケニーが自分の死後にそれをカートマンに譲るという遺言をでっち上げており、ケニーが死ねばPSPが手に入るためであった。そのためにカートマンは、自分とケニーはBFF（Best Friends Forever、ベスト・フレンズ・フォーエバー）であったとマスコミも巻き込んで主張し始め、親友は尊厳死を望んでいたと涙ながらに訴える。こうしてケニーの問題はアメリカを二分する全国規模の論争にまで発展する。スタンやカイルはカートマンの思惑を知っているため、ケニーの両親と共に彼のキャンペーンに猛烈に反対するが、カートマンは裁判所にまで訴え出てBFFの権利として、自分には延命措置の中止を求める権利があると主張する。
一方、事態を知った天国では人間が、自然状態であれば死んでしまう命を無意味に引き延ばしていることに憤る。サタンの軍勢が迫る中、どうにかしてケニーを死なせようと考える。他方で地獄も事情を知り、ケニーを天国に呼び寄せないために、政策演説中のジョージ・ブッシュを操り、延命措置の継続を訴えさせる。
ケニーの病室には両陣営やテレビカメラが入り、激しく争っている中でケニーの本物の遺言書の残りが見つかったと弁護士がやってくる。そこには、もし自分が植物人間状態になってしまっても、そんな姿をテレビで全国に映さないで欲しい、であった。カートマンを除くその場の者たちはケニーの願いを軽視していたことに気づく。大喜びするカートマンを後目にカイルは、メディアの見世物にしていたことを反省して延命措置の停止に賛成し、スタンは、自分たちは「正しい理由で間違っていた」、カートマンは「間違った理由で正しかった」と結論付ける。皆が延命措置の中止に賛成して静かに退出後、栄養チューブを取り外す処置がなされケニーは息を引き取る。
今まさにサタンの軍勢が攻め込んでくる直前にケニーは天国に戻ってくる。神々は軍勢を指揮する道具としてケニーに黄金のPSPを渡し、これによって大勝利を収める。神々は報酬として黄金でできた等身大のキアヌ・リーブス像をケニーに渡す。

## 製作
本作はテリー・シアボ事件がテーマとなっており、放映当時はまさに論争の最中にあった。
本作のDVDコメンタリーにおいてトレイ・パーカーとマット・ストーンは、「とてもギリギリのエピソードだった」と述べている。当初は次話にあたる『頑張れ!?リトル・リーグ（The Losing Edge）』の製作に入ろうとしていたところであった。しかし、テリー・シアボ事件が、ちょうどメディアの熱狂の渦中にあり、アメリカ同時多発テロ事件以来の大きなニュースだと捉えた2人はこれをテーマにすることが必要だと考えた。迅速なアイデア出しを行い、30分以内のエピソードを完成させた。
本作の一部は1984年の映画『スター・ファイター』も元ネタとしている。
製作中には結末に関して脚本チームの間で実際の天国と地獄の戦いを見せるかどうかの「大きな議論」があった。最終的には大規模なシーンを描写せず、天使のナレーションで説明される「ジョーク版」が採用されることとなった。これはパーカーとストーンのテリー・シアボのストーリーをもっと強調したいという意向に基づいており、また、この決定はアニメーション制作の手間を省くことにも繋がり、有益なものであった。
当初は前後編の2部構成のストーリーが考えられていたが、テリー・シアボが亡くなったことを受け、2部構成にすることはできず、またすべきでもないとパーカーとストーンは判断した。

## 評価
本作は2005年のエミー賞において「優秀アニメーション番組（1時間未満の番組）」部門で受賞した。これは本シリーズがシンプソンズなど他の競合相手に勝った初めてのものであった。また、プライムタイムのアニメとしては「ザ・シンプソンズ」、「キング・オブ・ザ・ヒル」、「フューチュラマ」に次いで4作品目、ケーブルテレビシリーズとしては初の受賞であった。
本作はテリー・シアボ事件を扱ったものとしてほぼ肯定的な評価を受けた。Leslie Stratynerは、その自著『The Deep End of South Park』の中で「『Best Friends Forever』では死ぬ権利といった難しい問題にも取り組んでいる（中略）そうした「向こう見ずな（devil-may-care）」な態度がかなりの称賛をもたらしている」と本作を称賛している。論争の別の側面について、ジョナサン・グレイは「ケニーが遺言書の最後のページに加えた捻りは、人が日常的な問題について、いかに狂ってしまうかを物語っている。ケニーが望んでいなかった唯一のことが、この両陣営によって実現してしまった」と述べている 。シカゴ・サン・タイムズ紙に寄稿したジェフ・シャノン氏は、本作のエピソードについて「命の権利に関する議論において、どちらかにつくことは分裂を招き、勝ち目のない戦略であることをパーカーとストーンは明確に認識しており、紛れもなく不快なテリー・シアボ事件の一面に対して風刺の矢を放った。すなわち、プライベートな問題を公共の場での見世物にしてしまったメディアの恐ろしさについてです」と表現している。Jeffrey Weinstockは、「Taking South Park Seriously」において、本作は政府に対するパロディであり、「主に保守派に見られる、神の意志を代表するかのような狭義の「命の権利」という道徳的課題の強制を、いかに政府が利用するかを揶揄している」として称賛した。